# Paweł Głowacki (piłkarz)
Paweł Głowacki (ur. 30 września 1983 w Olsztynie) – polski piłkarz występujący na pozycji obrońcy. Obecnie kierownik drużyny Stomilu Olsztyn.
Wcześniej reprezentował barwy Stomilu Olsztyn, Polonii Warszawa, ŁKS Łomża oraz Górnika Łęczna. Po zakończeniu kariery w 2019 został trenerem rezerw Stomilu. Wcześniej był grającym asystentem trenera pierwszego zespołu.
W Ekstraklasie rozegrał 37 spotkań i strzelił 1 gola.